# Odontomyia pubescens
Odontomyia pubescens är en tvåvingeart som beskrevs av Francis Day 1882. Odontomyia pubescens ingår i släktet Odontomyia och familjen vapenflugor. Inga underarter finns listade i Catalogue of Life.